# 林間學校
林間學校或稱林間學舍、林間學習，為日本中、小學生的非正規教育活動場所，主要在春季至秋季間，於高海拔地區的戶外團體教育活動，包含住宿、健行、登山及博物館參觀等，類似的尚有臨海學校。
台灣日治時期1920年代，從日本引進林間學校之概念，在遠離都市的山間設立了草山林間學校、日月潭林間學校及阿里山林間學校，其在二戰後皆被廢止並改為它用。

## 歷史
林間學校起源自19世紀的歐洲，目的是透過在大自然中長期休養及數週的生活，使身體虛弱的孩童提升其身體健康。此概念在德語稱為Ferienkolonie，意謂閒暇聚落。根據日本的醫學史專家杉浦守邦，此概念最初係於1888年，由瀬川昌耆寄給辻新次關於學校衛生的信件中提到。此後，由瀨川及和衛生學家坪井次郎等人，將此概念從預防肺結核的角度引進日本，作為提供貧困家庭身體虛弱的兒童養護的慈善事業。此概念在日本始於1905年東京市精華小學校在群馬縣妙義山麓設置的休養團，自1910年代初期，各小學陸續舉辦以「夏季休養團」及「避暑保養所」為名之活動。與此類似的設施尚有森林小學，森林小學是設在森林中的常態學校設施，其與林間學校之短期活動在最初皆被譯為「森林學校」，但因為森林學校之名稱會與農業學校與其他教授林學之學校名稱混淆，在三島通良的建議下，自1910年代中期，此類在森林中供孩童休養的設施廣泛使用「林間學校」之名稱。
最初引進林間學校的目的是為了改善身體虛弱兒童之健康及衛生上的理由，參與的孩童主要為身體虛弱者，活動期間約為2至4週，此外，還會實施身體檢查及測量來檢測健康及衛生改善的成效。另外，雖來林間學校被視為慈善事業設施，但因參加費用不貲，衛生學者最初設想的窮人並無法參加，參加者反而是以城市的中產階級家庭孩童占多數。在大正時代末期，林間學校採納了中產階級孩童父母的意見，使林間學校亦具有陶冶孩童個性的教育意義。

## 臺灣的林間學校

### 草山林間學校

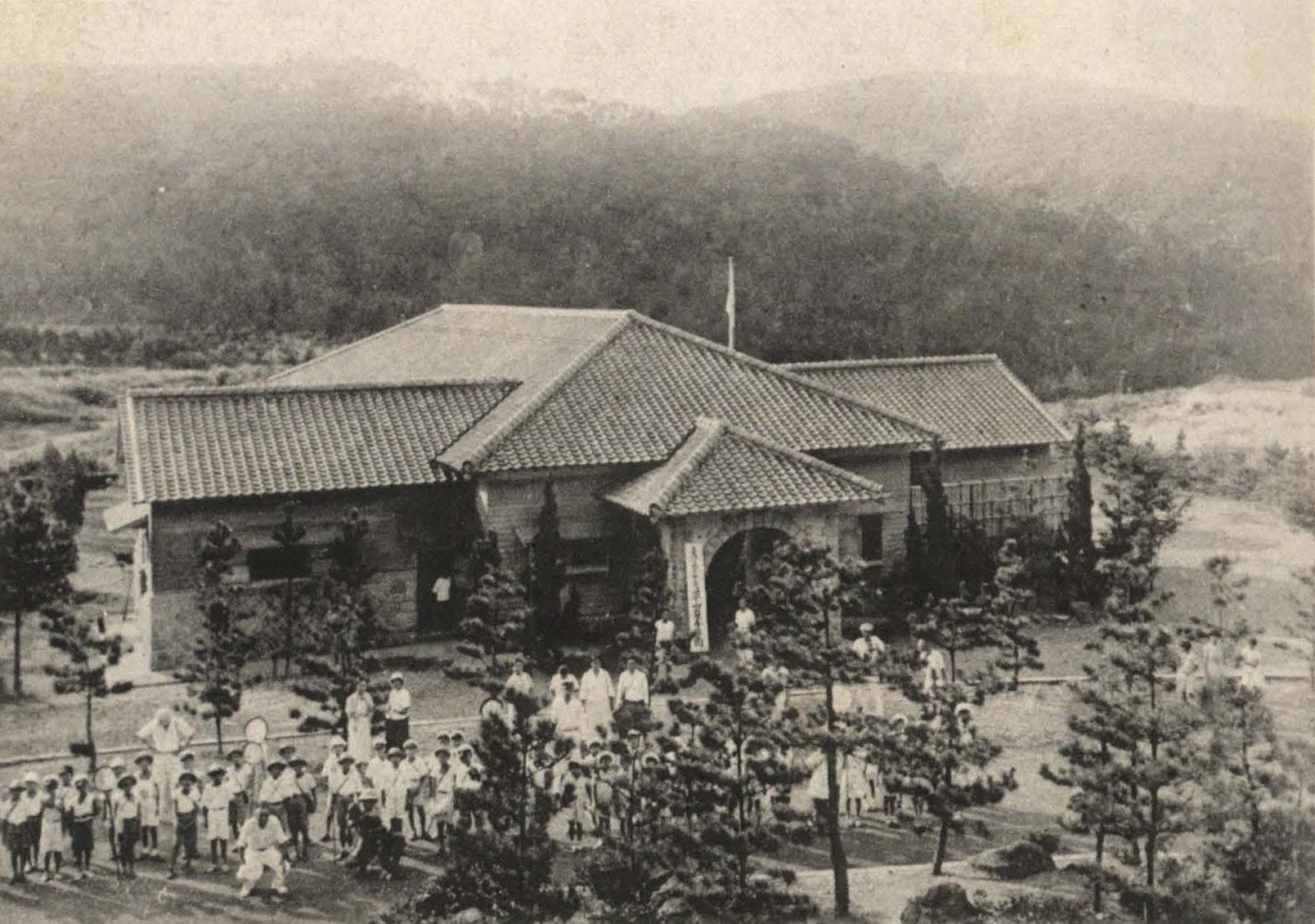
草山林間學校

草山林間學校位於於臺北州七星郡北投庄頂北投字紗帽山，其設置目的是為了讓體弱的兒童在炎熱的夏季時，能夠到涼爽的郊山親近自然，從事適當的休養和運動，遠離都市的喧囂空氣和較不衛生的環境，以促進健康並透過團體生活及訓練端正日常生活的行為。草山林間學校建築於1933年4月21動工，同年12月30日完工，總工程費39,000圓，建築係由臺灣總督府營繕科設計。但因外界認為草山林間學校的使用名不符實，因此於1935年另興建草山林間學校，原建築則做為「臺灣教育會別館」。新的草山林間學校設施包含了主建物(玄關、應接室、配膳室、浴場、一間28塌塌米大房間、三間24塌塌米大房間)、游泳池(約7*13公尺)、運動場、升旗台。為了考量當時入園兒童的養病需求，在入園前對申請入園者進行身體檢查，以決定是否適合入園。在1938年時，從80多位的參加申請者中，最後選定了63名，其中大部分為體格和抵抗力較低者，而學生皆來自日本人就讀之小學校。

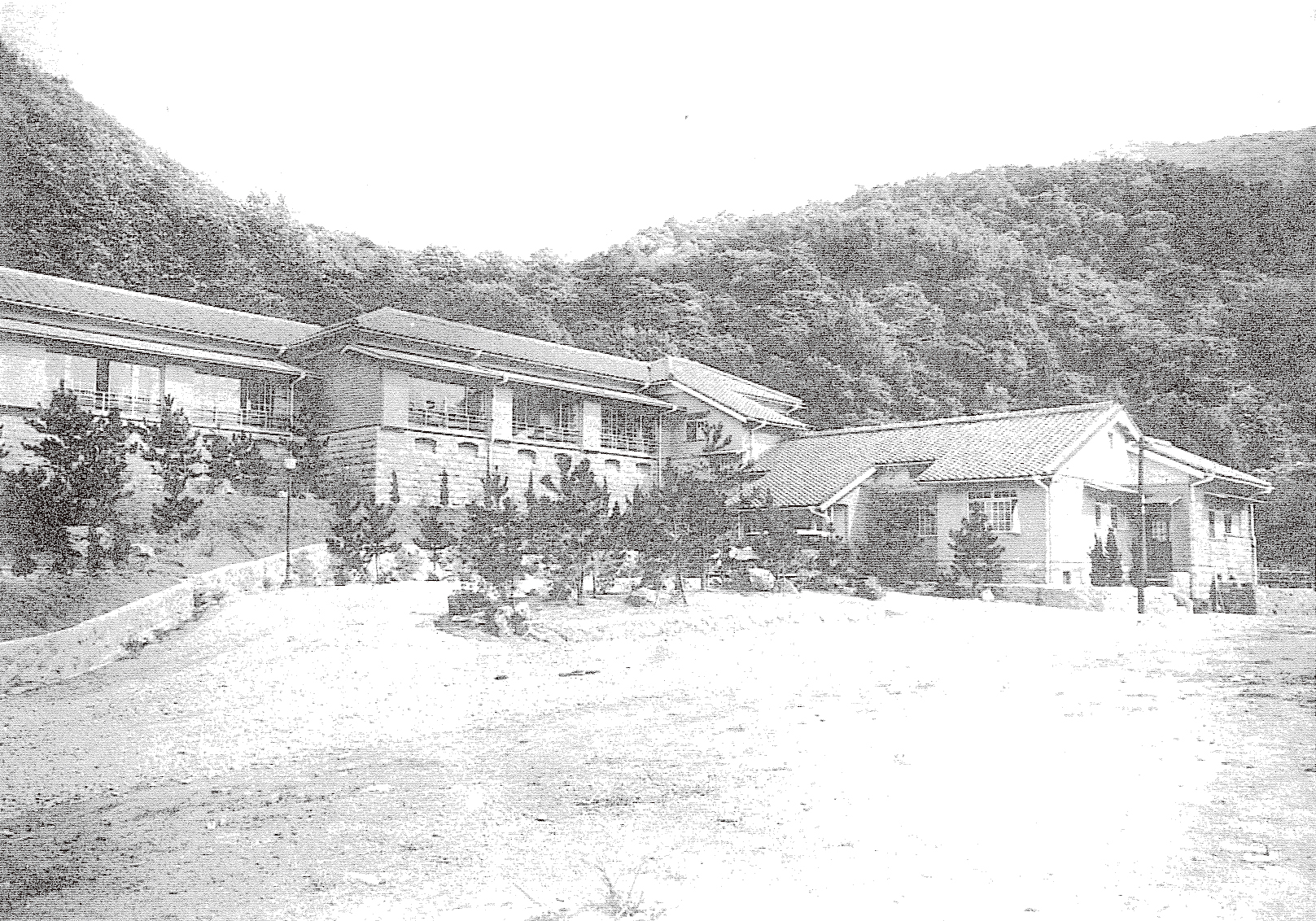
1933興建之草山林間學校

二戰後，草山林間學校改為它用，其位於陽明山中山樓的範圍內，原建築已經改建，原址位於青邨介壽堂西側。
| 學校       | 各年級學生數(人) | 各年級學生數(人) | 各年級學生數(人) | 各年級學生數(人) |
| 學校       | 四年級           | 五年級           | 六年級           | 高等科一年級     |
| ---------- | ---------------- | ---------------- | ---------------- | ---------------- |
| 末廣小學校 |                  |                  |                  | 4                |
| 旭小學校   | 1                | 6                | 3                |                  |
| 壽小學校   | 2                | 3                | 2                |                  |
| 南門小學校 | 4                | 5                |                  |                  |
| 樺山小學校 | 3                | 9                |                  |                  |
| 建成小學校 | 4                | 3                | 5                |                  |
| 錦小學校   | 5                | 1                |                  |                  |
| 幸小學校   |                  | 3                |                  |                  |
| 總計       | 19               | 30               | 10               | 4                |

### 日月潭林間學校
日月潭林間學校位於臺中州新高郡魚池庄字水社，其沿革係因日月潭水力發電工程在1934年7月完工後，臺灣電力株式會社將其位於日月潭畔的事務所與共同浴場無償讓與臺中州廳，並由臺中州廳改建為「日月潭林間學校」。日月潭林間學校改建工程於1934年9月8日動工，1935年1月10日落成，校內設施包含講堂、食堂、炊事場、炊夫室、倉庫、番人宿舍、宿泊所及共同浴場等設施，總建坪291坪，宿泊所共有四棟，可容納140人，堪稱台灣的林間學校中規模最大者。日月潭林間學校的目的是讓小學生在此進行夏季學校、講習會、修學旅行等活動，以及提供身體虛弱孩童的養護教育。1938年後，配合皇民化運動，日月潭林間學校亦作為臺中州青年道場、臺中州女子青年道場，以訓練戰時青年之身心體魄。
二戰後，魚池國民學校水社分班於1949年6月設立在日月潭林間學校原址，於1952年獨立為明潭國民學校。1960年，明潭國民學校遷至明潭國小現址，原址則在後來改建為日月潭教師會館。

### 阿里山林間學校
阿里山林間學校於1927年完工，位於臺南州嘉義郡蕃地，阿里山車站西方約500公尺的森林中，校舍面積約87平方公尺，作為台灣教育會修養會、講習會使用，舉辦夏季學校講習會等活動，可收容住宿人數約50人。